# Лариджани, Садик
Садек Ардешир Амоли Лариджани (перс.: صادق اردشیر آملی لاریجانی; род. 12 марта 1961— аятолла, духовное лицо и политик, глава судебной системы Ирана (2009—2019), председатель Совета целесообразности (с 2018).
В течение 8 лет Лариджани был одним из 12 членов Совета хранителей конституции ИРИ. Получив определение «относительно молодого» и «неопытного клирика», «тесно связанного с иранскими военными и агентами спецслужб», 15 августа 2009 года он был назначен Верховным лидером Али Хаменеи на пост главы судебной системы Ирана. Лариджани резко осудил протестовавших против результатов президентских выборов 2009 года, назвав протесты «незаконными», а все сомнения в достоверности результатов голосования «безосновательными».
Садек Лариджани является одним из протеже Али Хаменеи на пост нового рахбара, в случае смерти Высшего руководителя Ирана.

## Жизнь и семья
Садек Лариджани — сын аятоллы Хашема Амоли и брат спикера иранского парламента Али Лариджани. Свободно говорит на 3 языках: персидском, арабском и английском.

## Образование
По словам ведущего правозащитника в Иране Мохаммада Сейфзаде, во главе судебной системы Ирана должен стоять аятолла с огромным опытом в этой области. Однако Лариджани не был ни опытным юристом, ни высокопоставленным духовным лицом и вплоть до назначения на пост носил титул «Ходжат оль-ислам».

## Взгляды
Садеку Лариджани принадлежит высказывание о том, что правительство получает легитимность не от голоса народа. Он критиковал экс-президента Мохаммада Хатами и его реформы. В марте 1998 года в своей статье, опубликованной в газете Sobh, Лариджани нападал на Хатами за его призыв к цивилизованному исламскому обществу и философии Абдолкарима Соруша.
Лариджани заявил:
«Мы выступаем за общество, основанное на духе ислама и веры, в котором пропагандируются исламские и религиозные ценности, выполняется каждый запрет Корана и учение Пророка и имамов. Это общество, в котором служение Богу Всемогущему будет осуществляться повсеместно, в котором люди не будут отстаивать перед Богом свои права, но будут осознавать свои обязательства перед Богом».
Он также критикует людей — таких, как Абдолкарим Соруш — которые утверждают, что до тех пор, пока существует мусульманское общество или цивилизация, не может быть такого понятия как исламское общество или цивилизация и что ислам — составляющая частной духовной жизни человека, а не идеология.

## Судебная система
- Вскоре после вступления в должность Лариджани назначил на пост заместителя генерального прокурора Ирана Саида Мортазави. Мортазави более семи лет занимал должность генерального прокурора Тегерана, в течение которых принимал участие в убийствах и пытках граждан Ирана. Одно из самых громких дел с участием Мортазави — убийство канадской фотожурналистки иранского происхождения Захры Каземи.
- 7 сентября 2009 года иранская полиция с разрешения судебной системы и Генерального суда Тегерана ворвалась в офис организации по поддержке политзаключённых и среди прочего изъяла все документы и компьютеры. Полиция отказалась выдать расписку в получении этих вещей. Офис принадлежал Мехди Карруби и Миру-Хосейну Мусави и был открыт для поддержки жертв пыток в иранских тюрьмах[11].
- 8 сентября 2009 года постановлением иранских органов юстиции был опечатан офис Партии национального доверия, а его организаторы Мортеза Алвири и Алиреза Бехешти, а также несколько ближайших соратников лидеров оппозиции Мехди Карруби и Мира-Хосейна Мусави были арестованы[12][13].
- В том же месяце органы юстиции начали преследовать детей лидеров оппозиции. Так, Атефе Имам, дочь заключённого активиста Джавада Имама — руководителя штаба Мусави — была арестована 9 сентября 2009 года. Её содержали в неизвестном месте и пытали, чтобы выбить «признание», обличающее её отца. Её освободили только через 24 часа и оставили в южной части Тегерана в неудовлетворительном состоянии[14].

## Санкции Евросоюза
24 марта 2012 года Садек Лариджани за нарушения прав человека был внесён в список лиц, находящихся под санкциями ЕС. Согласно постановлению ЕС, «глава судебной системы должен подписаться под каждой qisas (карой), hodoud (преступлением против Бога) и ta’zirat (преступлением против государства) и понести наказание. Это касается вынесенных смертных приговоров, порок заключённых и ампутаций конечностей. Он лично подписал множество смертных приговоров, противоречащих международным стандартам, включая побивание камнями (в настоящее время 16 человек ожидают исполнения этого приговора), повешение, казни несовершеннолетних, а также публичные казни, такие как повешение заключённых на мостах на глазах тысяч людей. Он также разрешил телесные наказания, такие как отсечение конечностей и выжигание глаз заключённых кислотой. С назначением на пост главы судебной системы Садика Лариджани значительно увеличилось количество арестов политических активистов, правозащитников и представителей меньшинств. Также с 2009 года возросло число казней. Садик Лариджани несёт ответственность за систематическое несоблюдение иранскими органами юстиции права на справедливое судебное разбирательство».